# أليسا كارسون
أليسا كارسون (بالإنجليزية: Alyssa Carson) (من مواليد 10 مارس 2001 في هاموند (لويزيانا)) وهي رائدة فضاء أمريكية. هدفها أن تكون أول بشرية في بعثة مأهولة إلى كوكب المريخ في عام 2033.

## حياتها
قررت أليسا كارسون أن تصبح رائدة فضاء وتسافر إلى كوكب المريخ وكانت تلك الفكرة مستوحاة من برنامج نيكلوديون للرسوم المتحركة.
قام والدها بيرت كارسون بتسجيلها في معسكر الولايات المتحدة للفضاء في عام 2008. عادت أليسا إلى معسكر الفضاء عدة مرات في السنوات التالية وحضرت أيضا معسكر الفضاء في لافال، كيبيك وإزمير، تركيا. أصبحت أول شخص يزور معسكرات الفضاء الثلاثة التابعة لناسا.
في عام 2013، كانت كارسون أول شخص يستكمل برنامج جوازات ناسا من خلال الذهاب إلى جميع مراكز الزوار لوكالة ناسا في الولايات المتحدة الأمريكية. وهي سفيرة لمشروع «بعثة إلى كوكب المريخ».
في عام 2014 ظهرت في وسائل الإعلام في جميع أنحاء العالم بما في ذلك بي بي سي، سي بي إس، ذي إندبندنت، وأستراليا ديلي تلغراف.
منذ عام 2016 في أكتوبر، أصبحت كارسون أصغر شخص يتم قبوله في أكاديمية بوسيم. تعيش كارسون في مدينة باتون روج (لويزيانا) مع والدها. بدأت كارسون تحضر مدرسة باتون روج الثانوية الدولية وتدرس موادها الدراسية باللغة الصينية والإنجليزية والفرنسية والإسبانية منذ عام 2017. ظهرت أليسا في فيلم "The Mars Generation". كانت تسير على السجادة الحمراء في مهرجان صندانس السينمائي لحضور العرض الأول للفيلم وهي أيضًا أصغر طالبة في جامعة الفضاء الدولية.

## خطاباتها
- لوحة ناسا في متحف الطيران والفضاء الوطني - يناير 2014.[10][17]
- تيد (مؤتمر) كالاماتا،[10] اليونان - يونيو 2014.[18][18]
- مؤتمر مدريد،[19] إسبانيا - يناير 2015.[20]
- xStem 2015[21] في مهرجان العلوم والهندسة بالولايات المتحدة الأمريكية - سبتمبر 2015.[22]
- منتدى MBN Y في سول، كوريا الجنوبية[23] - فبراير 2016.[24][25]
- اتفاقية جمعية المريخ الدولية في واشنطن العاصمة - سبتمبر 2016.[26][27]
- مؤتمر جامعة لويزيانا لافاييت للنساء في لافاييت، لوس أنجلوس - مارس 2017.[28][29]

## للمزيد من القراءة
- "Alyssa Carson: Mission to Mars". Riposte ع. 3. 2014. ISSN:2054-2755. مؤرشف من الأصل في 2016-10-13. اطلع عليه بتاريخ 2018-04-24.
- "Mars Matters". Creativ. ج. 2 ع. 7: 26. 2015. ISSN:2376-9297. مؤرشف من الأصل في 2018-02-11. اطلع عليه بتاريخ 2018-04-24.
- Carson، Alyssa (15 أبريل 2014). "Reddit AMA • /r/space". reddit. مؤرشف من الأصل في 2018-11-03.

## وصلات خارجية
- أليسا كارسون على موقع IMDb (الإنجليزية)

- الموقع الرسمي